# オープンビック
オープンビック（O'pen Bic）は、2006年にVitali Designが設計した、全長2.75メートル（9フィート）のディンギー（小型のヨット）である。
2010年に国際セーリング連盟（ISAF）により国際クラスとして認められ、フランスのBIC社により、2010年時点で3,500艇が販売されている。
艇体はポリエチレンをサーモフォーミング成形することで、転覆時にコックピットの床面を水が流れ出るように形作られている。
マストはグラスファイバーで作られ2つに分解できる。ブームはアルミ製である。
セイルは4.5 m2のK.Film社製のものと、3.8 m2のDacron社製のものがある。
リグはOP級のものと互換性がある。フォイルはエポキシ成形である。
Maxユーザー重量は90Kgまでである。